# Ridderpolka
De Ridderpolka is een compositie van Hjalmar Borgstrøm. Hij schreef het voor piano solo in de periode dat hij nog zijn oorspronkelijk naam Hjalmar Jensson/Jensen gebruikte. Van het werk is een uitvoering bekend op 18 juni 1887 waarbij vermeld wordt dat het werk speciaal voor een zomerconcert van kunstenaars in Slottsparken te Oslo, toen Christiania, gecomponeerd is.